# 3827 Zdeněkhorský
3827 Zdeněkhorský è un asteroide della fascia principale. Scoperto nel 1986, presenta un'orbita caratterizzata da un semiasse maggiore pari a 2,7400820 au e da un'eccentricità di 0,1291782, inclinata di 4,09771° rispetto all'eclittica.
L'asteroide è dedicato allo storico ceco dell'astronomia Zdeněk Horský.